# F-35A 프리덤 나이트
록히드마틴 F-35A 프리덤 나이트(Lockheed Martin F-35A Freedom Knight)는 대한민국 공군의 F-35A 전투기이다. 청주공군기지에 전량 배치되어 제17전투비행단이 운용한다.

## 역사
2013년, 박근혜 정부는 차기전투기 사업 1순위 후보였던 미국 보잉사의 F-15SE을 '정무적 판단'을 이유로 탈락시키면서, F-35A 40대 도입을 결정했다.
2014년, 7조 4,000억원을 들여 F-35A 40대를 2021년까지 도입하기로 계약했다.
2017년, 미국 네바다주 넬리스 공군기지에서 열린 레드 플래그 훈련(Red Flag 2017-1)에서 F-35A기가 대항기로 나선 F-16 전투기 편대들을 상대로 한 공중전에서 15대1이라는 경이적인 기록을 세웠다. F-16 전투기 24대가 동시출격했다.
2019년 10월 1일, 국군의 날에 F-35A 프리덤 나이트가 최초로 공개되었다. 3대는 편대비행을 했고, 1대는 지상에 도열해 문재인 대통령의 사열을 받았다.
2019년 12월 17일, 청주공군기지에서 록히드 마틴 F-35A 라이트닝 II에 대한 전력화 행사를 가졌다. 여기서, 대한민국 공군은 전투기 이름을 프리덤 나이트라고 명명했다. 비공개 행사여서 이름이 즉시 국민들에게 알려지지는 않았다. 2019년 3월부터 13대가 대한민국에 들어왔다. 6개월이 지나서 군 간부가 이 프리덤 나이트라는 별칭을 소셜미디어에 올린 것을 기자들이 우연히 발견해 문의하자 군이 그제서야 시인했다.
2020년 4월 15일, F-35A 대당 가격이 대량생산 성공으로 942억원으로 낮아졌다. 13년 전 보다 70%나 싸졌으며, 록히드 마틴도 보도자료에서 "4세대 전투기보다 낮은 비용"이라고 강조했다.
2020년 4월 20일, 한미연합 공군이 대대급 연합훈련을 했다. 대한민국 공군에서는 F-15K, KF-16 전투기가 참가했지만, F-35A 스텔스 전투기는 아직 전력화가 끝나지 않아 불참했다. 미 공군에선 한반도 주둔 중인 F-16 전투기 등이 참가했고, 해외 전략자산은 이번엔 참여하지 않았다. 2015년부터 매년 실시하던 비질런트 에이스를 대신하며, 조선민주주의인민공화국의 반발을 의식해 대폭 규모를 축소했다.

## 업그레이드
F-35A는 공대공 임무시 암람 4발, 폭격 임무시 암람 2발, JDAM 2발을 탑재한다. 그런데 제작사인 록히드 마틴은 공대공 임무시 암람 6발을 탑재할 수 있는 방법을 개발했다.

## 핵무장
2012년, 미국은 F-35B 수직이착륙 스텔스 전투기를 일본 이와쿠니 비행장에 최초로 전방 영구배치를 했다. VMFA-121 비행대대의 F-35B 수직이착륙 스텔스 전투기는 유사시 평양을 전혀 사전징후 없이 핵공격할 수 있다. 물론 일본 이와쿠니 비행장에는 비핵화 원칙 때문에, 핵무기 장착을 할 수 없고, 해상의 미국 강습상륙함에서 핵무장을 할 수 있다. F-35B는 수직이착륙 엔진을 장착하느라 항속거리가 대폭 줄어들었는데, 전투행동반경 833 km, 항속거리 1,667 km이다. 이와쿠니 비행장에서 북한 평양은 743 km 떨어져 있다. VMFA-121 비행대대는 미국 해병대 최초의 F-35B 비행대대이다. 미해병대 비행대대는 보통 12대로 구성되며, 동시에 이륙할 경우 히로시마 핵폭탄 96발을 전혀 사전징후 없이 북한 전역에 은밀하게 터뜨릴 수 있다.
2020년 11월 23일, 미국 3대 핵무기 개발기관인 샌디아국립연구소는 "스텔스전투기 F-35A 라이트닝2에 장착한 B61-12 개량형 저위력 전술 핵폭탄의 첫 적합성 시험을 성공적으로 진행했다"고 밝혔다. 이번 실험은 미국 네바다주 토노파 시험장에서 지난 8월 25일 진행됐다. 샌디아국립연구소는 핵탄두를 제거한 모형 B61-12를 1만500ft(약 3.2km) 상공에서 투하하는 데 걸린 시간이 약 42초였다고 설명했다. 마하 1 이상의 속도로 비행하는 전투기의 내부 폭탄창에서 B61-12를 투하한 첫 실험이다. B61-12 개량형 저위력 전술 핵폭탄의 폭발력은 50 kt이다.
한국의 한 예비역 공군 장성은 "우리 공군 F-35A도 미국과 핵 공유 협정이 맺어지면 내부 무장창에 2발의 B61-12 최신형 전술핵폭탄을 장착할 수 있다"고 설명했다. 미 국방부 산하 미국 국방대학교(NDU)는 2019년 7월 26일 발표한 ‘21세기 핵 억제력: 2018 핵 태세 검토보고서’에서 북핵 위협에 대응해 한국과 일본 등 아시아 파트너국과 비전략적 핵 능력을 공유하는 방안을 추진해야 한다고 밝혔다. 국방대는 미국의 대표적 군 싱크탱크이며 이 보고서는 현역의 실무급 육해공군 장교들이 작성해 실제 정책으로 반영될 가능성이 크다는 분석도 나온다. 다만 보고서는 한일의 정치 군사적 제약을 고려해 ‘나토 방식’을 그대로 적용해서는 안 된다고 적시했다. 유사시 전술핵 투하도 미국이 책임지겠다는 의미로 해석된다.
미국이 나토식 핵공유 보다는 주한미군 전술핵 재배치를 주장하면서, F-35 핵폭탄 시험을 공개한 것은, 오산공군기지, 군산공군기지에 F-16 전투기를 곧 F-35A로 교체하거나, 일본 이와쿠니 비행장에 최초로 전방 영구배치를 한 F-35B 수직이착륙 스텔스 전투기를 사용하겠다는 의미일 수 있다.

## 장점

### 저렴한 공습 비용
1991년 걸프전 당시, 미국 공군이 스텔스기의 공습 비용 보고서를 작성했다. 이라크 바그다드를 공습하려면 폭격임무를 받은 F-16 32대와 호위기인 F-15 16대, 적 방공망을 제압하기 위한 F-111 4대와 F-4G 8대, 공중급유기인 KC-135 15대 등 공군기 75대가 필요한데, 호위기가 필요없는 F-117A 스텔스 폭격기 8대를 동원했더니 지원기는 KC-10 공중급유기 2대만으로 충분했다. F-35A의 스텔스 폭격 능력은 F-117A 스텔스 폭격기와 동일하게, 정밀유도 폭탄 2발이다.
또한, 기존 폭격기로 공격하려면 적의 방공망을 벗어나야 해 타우러스 미사일(TAURUS), 슬램이알(SLAM-ER), 재즘(JASSM) 등의 장거리 공대지 미사일을 사용해야만 한다. 그러나 이런 장거리 공대지 미사일은 페이브웨이 공대지 유도폭탄(GBU), 합동직격탄(JDAM)과 비교하면 최대 50배 가격이 비싸다. 그래서 굳이 비싼 공대지 미사일이나 스마트 폭탄을 사용할 정도의 표적이 아니라면 GBU폭탄이나 JDAM등을 사용해 더 저렴한 비용으로 공격을 할 수 있다.

### 지대공 레이더 회피
북한의 각종 지대공 레이더에 포착이 되지 않는다. 레이더는 전파를 목표물에 발사해서, 다시 전파가 반사되어 튕겨져 나오는 전파를 수신해서 목표물의 위치를 포착하는데, 스텔스기는 스텔스 도료를 발라서 전파를 다 흡수해버린다. 또한 스텔스 디자인을 해서 전파가 엉뚱한 곳으로 반사되게 했다.

### 조준 레이더 회피
조기경보기나 지상의 한국 공군 지대공 레이더가 북한의 전투기 접근을 미리 경고해 주지만, 행여 우연히 북한의 전투기를 만나더라도, 전투기에는 공대공 미사일을 발사하기 위해 레이더 락온을 하며, 레이더 락온을 하면 매우 강력한 출력의 락온 레이더가 켜진다. F-35A는 역시 전파를 흡수하고 엉뚱한 데로 반사해, 락온 레이더에 포착이 안된다. 즉, 락온이 안된다. 따라서 미사일을 발사할 수가 없다. 따라서, 매우 근접해서 제2차 대전 식의 눈으로 조준해서 기관포를 쏘는 방식, 또는 적외선 유도 미사일을 발사해야 하는데, 그러기 전에 조기경보기 등의 경고를 받고, F-35A가 먼저 레이더 락온을 해서 레이더 유도 중거리 미사일을 발사한다.

## 한계

### 건포드
F-35A의 내장된 25mm 기관포는 공대지 사격에서 정확하게 명중을 못하는 것으로 드러났다. 해병대 F-35B, 해군 F-35C는 내장된 기관포가 없다. 미해병대와 미해군은 따라서 Terma A/S multi-mission pod (MMP)를 기체 중앙에 장착하는데, 이를 장착해도 스텔스 성능이 유지되는지는 불명확하다. GAU-22/A 기관포와 탄환 220발로 구성되어 있다. F-35ABC 모두 11개의 하드포인트 중에 6번이 동체 가운데에 있는데, 1,000파운드 건포드 전용이다.

### 폭탄 적재량
F-35A도 F-15K, KF-16처럼 외부에 미사일을 장착할 수 있어서, 기존의 미사일, 폭탄들을 다 호환하여 사용할 수 있다. 그러나 스텔스 기능이 사라진다. 스텔스 기능을 갖추러면, 내부무장창에 겨우 폭탄 2발, 중거리 공대공 미사일 2발만 장착할 수 있다. 즉, 스텔스 성능을 살리기 위해서는 대폭적인 폭탄 미사일 적재량을 희생해야만 한다. 자주 적의 상공에 갔다가 조그마한(?) 재래식 폭탄 2발만 투하하고는, 다시 공군기지로 돌아와서 폭탄을 장착하기를 반복해야만 한다. 즉, 스텔스가 만능은 아니며, 매우 적은 폭격능력의 문제가 있다.

### 벙커버스터
F-117A 스텔스 폭격기는 벙커버스터 2발을 투하할 수 있지만, F-35A는 불가능하다는 보도가 있는데, F-117A의 벙커버스터는 2,000파운드 GBU-27 페이브웨이 III를 말한다. F-35A는 좌우 내부무장창에 2,500파운드 폭탄을 각각 장착할 수 있다.

## 북한 관련
태평양 지역 전문가인 미 싱크탱크 랜드연구소의 브루스 베넷 연구원은 "북한이 보유한 전투기로는 F-35기에 대응할 수 없으며, 지대공 미사일로도 마찬가지"라고 설명했다.
미국은 F-117A 스텔스기를 운용하던 시절부터 수시로 북한 영공을 드나들고 있다. 이 같은 사실은 여러 차례 북한 영공에서 임무를 수행한 F-117A 파일럿 마이클 드리스콜 미 공군중령의 언론 인터뷰를 통해 확인되었는데, F-117A가 퇴역한 뒤에는 F-22A가 이 임무를 승계해 최근까지도 계속되고 있는 것으로 알려졌다. 이를 통해 추측한다면, 한국이 몰래 북한 영공을 침입하는 일이 잦을 것으로 보인다. 북한은 영공을 침입한 것을 전혀 알 수 없다.